# كأس تونس للكرة الطائرة للرجال 1993–94
كأس تونس للكرة الطائرة للرجال 1993-1994 هو الموسم رقم 38 من كأس تونس للكرة الطائرة للرجال.

فاز بهذا الموسم الترجي الرياضي التونسي.

## روابط خارجية
- الموقع الرسمي للجامعة التونسية للكرة الطائرة.